# Max Chilton
Max Alexander Chilton (n. 21 aprilie 1991, Reigate, Surrey) este un pilot de curse din Marea Britanie. După 3 sezoane petrecute în British Formula Three, tot 3 sezoane în GP2 Series și un sezon (2012) pilot de teste la echipa de Formula 1, Marussia F1 Team, Max a primit un "volan" în F1 pentru sezonul 2013. Fratele lui Max, Tom Chilton, este tot pilot de curse. Max Chilton vine dintr-o familie pasionata de motor sport. Tatăl lor, Grahame Chilton, este proprietarul echipei Carlin Motorsport. Max Chilton are ca sponsor principal firma de asigurare Aon, acolo unde vice-președinte este chiar tatăl lui, Grahame Chilton. Firma de asigurări Aon sponsorizează și echipa de fotbal Manchester United.

## Cariera în Formula 1
| Sezon | Echipă           | Puncte      | Loc clasament general |
| ----- | ---------------- | ----------- | --------------------- |
| 2012  | Marussia F1 Team | Pilot teste | -                     |
| 2013  | Marussia F1 Team | 0           | -                     |

## Cariera în Motor Sport
| Sezon | Competiție            | Puncte | Loc clasament general |
| ----- | --------------------- | ------ | --------------------- |
| 2007  | British Formula Three | 0      | -                     |
| 2008  | British Formula Three | 72     | 10                    |
| 2009  | British Formula Three | 171    | 4                     |
| 2010  | GP2 Series            | 3      | 24                    |
| 2011  | GP2 Series            | 4      | 20                    |
| 2012  | GP2 Series            | 169    | 4                     |